# Сарабузская волость
Сарабу́зская во́лость — административно-территориальная единица в составе Симферопольского уезда Таврической губернии. Образован при реформе административно-территориального деления 1829 года из части деревень Кадыкойской и Эскиординской волостей.

## География
Волость включала среднюю (Симферополь и севернее) часть долины Салгира, междуречье до Западного Булганака и несколько деревень в Булганакской долине. Юго-восточная граница волости проходила по линии феодосийского шоссе, северо-восточная — примерно по реке Зуя, с Айтуганской (позднее — Зуйской волостью). Северо-западная, по Салгиру и реке Тобе-Чокрак, совпадала с границей с Евпаторийским уездом. На западе волость граничили с немецкими колониями и на юго-востоке граница с Яшлавской волостью шла севернее Западного Булганака.

## Население
Расположение волости практически вокруг губернского центра и частично в степной зоне вызывало своеобразное движения населения. Татарские деревни степной части пустели, возможно, вследствие эмиграций мусульман в Турцию(часто впоследствии они возрождались, но уже русскими поселенцами или иностранными колонистами), зато бурно росли поселения, примыкающие к Симферополю. Также возникали новые сёла, иногда под русскими названиями (Софиевка. Ивановка), иногда принимая названия соседних татарских — так появились, например, Русский Контуган, Верхняя и Нижняя Осма, Верхний Джабач и прочие.

### Состав волости на 1887 год
Первоначальный состав волости 1829 года был частично изменён в результате земской реформы Александра II 1864 года. Некоторые деревни упразднённых Айтуганской и Аргинской волостей перешли в Сарабузскую, отошли к волости и некоторые, расположенные вблизи Симферополя, деревни Яшлавской волости.
Волость существовала до земской реформы 1890-х годов, когда была преобразована в Подгородне-Петровскую.